# Siu yuk
El siu yuk, o cerdo asado chino, es una variedad de siu mei, o platos de carne asada, de la gastronomía cantonesa. Se elabora asando un cerdo entero con condimentos en un horno de carbón a alta temperatura. Los cerdos asados de buena calidad tienen la piel crujiente y una carne jugosa y tierna. Normalmente la carne se sirve sola, pero a veces se acompaña de salsa de soja o salsa hoisin.
El estilo de este plato es casi idéntico entre las diferentes regiones de la China continental y Hong Kong. A veces se compra el cerdo entero con motivo de ocasiones especiales. Una tradición es celebrar el estreno de una película china con un cerdo, que se sacrifica para alejar el mal y auspiciar el éxito de la película. Un acompañamiento empleado para hacer más atractivo el plato son las rodajas de piña y cereza.

## Terminología
Cuando se sirven trozos sueltos, el plato se conoce como ‘carne asada’ (燒肉). Cuando se sirve el cerdo entero, se conoce como ‘cerdo asado’ (燒豬). Es mucho más frecuente emplear el primer término, ya que casi siempre se come en pequeñas cantidades.